# 1314容祖兒演唱會
1314容祖兒世界巡迴演唱會，是香港女歌手容祖兒的第七個個人紅館個唱，亦是其首個跨年演唱會。主辦機構為英皇娛樂、耀榮文化及寶輝娛樂，由富通保險冠名贊助。
是次演唱會在2013年12月21日於香港開跑，舉行15場；及後走訪美國、中國、馬來西亞等地，歷時三年，合共演出22場。

## 簡介
1314容祖兒世界巡迴演唱會是容祖兒首個跨年演唱會，名稱「1314」由填詞人好友黃偉文構思，除了代表個唱橫跨2013年和2014年外，亦寓意容將其「一生一世」皆奉獻給舞台。海報由知名攝影師陳漫拍攝，造型性感大膽，甚至曾被紅隧拒登，惟社會反應兩極；有關照片後亦被用作《Hopelessly Romantic Collection》及《All Delicious Collection》兩張精選專輯的封面，於個唱前夕推出造勢。是次演唱會以「節日」為主題，主題曲〈小日子〉寓意容於演出期間與觀眾共同渡過一年所有大小日子；惟評價褒貶不一，網絡紅人瓊姐認為本次個唱雖然氣氛良好、「皆大歡喜」，但選曲略保守，與容前兩次演唱會相比之下欠缺突破。個唱中後段容病倒失聲，但仍憑藉其意志堅持完成餘下場次，贏得樂迷的掌聲與認可。

## 發售
演唱會票價分別為港幣$680、$480和$200。

## 巡演地點
| 日期            | 城市       | 國家/地區 | 場地                   | 附註            |
| --------------- | ---------- | --------- | ---------------------- | --------------- |
| 第一階段 - 香港 |            |           |                        |                 |
| 2013年12月21日  | 香港       | 香港      | 紅磡體育館             |                 |
| 2013年12月22日  | 香港       | 香港      | 紅磡體育館             |                 |
| 2013年12月23日  | 香港       | 香港      | 紅磡體育館             |                 |
| 2013年12月24日  | 香港       | 香港      | 紅磡體育館             | 開場時間：21:30 |
| 2013年12月25日  | 香港       | 香港      | 紅磡體育館             |                 |
| 2013年12月26日  | 香港       | 香港      | 紅磡體育館             |                 |
| 2013年12月27日  | 香港       | 香港      | 紅磡體育館             |                 |
| 2013年12月28日  | 香港       | 香港      | 紅磡體育館             |                 |
| 2013年12月31日  | 香港       | 香港      | 紅磡體育館             | 開場時間：21:30 |
| 2014年1月1日    | 香港       | 香港      | 紅磡體育館             | 開場時間：18:30 |
| 2014年1月2日    | 香港       | 香港      | 紅磡體育館             |                 |
| 2014年1月3日    | 香港       | 香港      | 紅磡體育館             |                 |
| 2014年1月4日    | 香港       | 香港      | 紅磡體育館             |                 |
| 2014年1月5日    | 香港       | 香港      | 紅磡體育館             |                 |
| 2014年1月6日    | 香港       | 香港      | 紅磡體育館             |                 |
| 第二階段 - 美國 |            |           |                        |                 |
| 2014年12月20日  | 康州       | 美国      | Mohegan Sun Arena      |                 |
| 2014年12月27日  | 拉斯維加斯 | 美国      | MGM Grand Garden Arena |                 |
| 第三階段 - 亞洲 |            |           |                        |                 |
| 2015年1月23日   | 澳門       | 澳門      | 威尼斯人金光綜藝館     |                 |
| 2015年1月24日   | 澳門       | 澳門      | 威尼斯人金光綜藝館     |                 |
| 2015年8月1日    | 廣州       | 中国大陆  | 廣州體育館             |                 |
| 2015年10月3日   | 雲頂       | 马来西亚  | 雲頂雲星劇場           | [ 3 ]           |
| 2015年10月17日  | 佛山       | 中国大陆  | 嶺南明珠體育館         |                 |

## 表演曲目

### 香港站
| Valentine's Day 1. 小日子 2. 這分鐘更愛你 3. 抱抱（或：怯／或：逃避你／或：花千樹） 4. 習慣失戀 5. 心淡 Easter 1. 蟲之家 2. 朱古力萬歲 3. 心花怒放 4. 我的驕傲 Mother's Day 1. 山口百惠 2. 小天使 3. 世上只有 Joey's Birthday 1. 空港（自彈自唱） 2. Honey!（自彈自唱） 3. 未知 | Mid-Autumn Festival 1. 牆紙 2. 搜神記 3. 煙霞（或:啜泣 22/12） 4. 天窗 5. 華麗邂逅 Halloween 1. 另眼相看 2. 神魂顛倒 3. 七不思議（21-24/12） 4. 桃色冒險 Christmas 1. 黃色大門 2. 喜喜 3. 跑步機上 4. 隆重登場 5. 加大力度 Encore 1. Encore環節 |

Encore環節備註：
2013年12月21日:
16號愛人/告解/阿門/痛愛
2013年12月22日:
誰來愛我/借過/想得太遠/連續劇/痛愛
2013年12月23日:
抱抱/愛一個上一課/特別嘉賓/花千樹/續集/痛愛
2013年12月24日:
16號愛人/爭氣/抱抱/想得太遠/花千樹/連續劇/續集/痛愛/越唱越強
2013年12月25日:
澎湃/我杯茶/愛一個上一課/連續劇/越唱越強
2013年12月26日:
16號愛人/特別嘉賓/逃避你/連續劇/痛愛
2013年12月31日:
越唱越強/一拍兩散/怯/16號愛人/誰來愛我/連續劇/續集/痛愛/爭氣
2014年12月27日
阿門/花千樹（清唱）/續集/逃避你/痛愛

## 演唱會紀念品
1. 1314 Tee (Size S/M/L)
2. 1314 襪子
3. 1314 毛巾
4. 1314 電話殼
5. 1314 手提袋
6. 1314 筆記本
7. 1314 演唱會海報

## 影音產品

### 推出版本
- 3CD[4]
- 3DVD[5]
- 3DVD+水晶球限量版[6]
- Blu-ray[7]

### 所獲獎項
- YesAsia華語音樂銷售榜2014——十大華語演唱會 第一位[8]
- IFPI香港唱片銷量大獎2014——最暢銷本地現場錄製音像出品
- IFPI香港唱片銷量大獎2014——全年最高銷量本地現場錄製音像出品[9]